# Charaxes severus
Charaxes severus är en fjärilsart som beskrevs av Biedermann 1935. Charaxes severus ingår i släktet Charaxes och familjen praktfjärilar. Inga underarter finns listade i Catalogue of Life.